# Abida vasconica
Abida vasconica es una especie de molusco gasterópodo pulmonado de la familia Chondrinidae.

## Distribución geográfica
Es endémica de la cordillera Cantábrica, desde Asturias y León hasta Álava y Vizcaya (España).